# Itame vremotum
Itame vremotum är en fjärilsart som beskrevs av Schultz 1931. Itame vremotum ingår i släktet Itame och familjen mätare. Inga underarter finns listade i Catalogue of Life.